# Goričica, Šentjur
Goričica (phát âm [ɡɔˈɾiːtʃitsa]) là một khu định cư ở khu đô thị tự trị Šentjur, miền đông Slovenia. Khu định cư, cũng như toàn bộ đô thị này, được bao gồm trong vùng thống kê Savinja, mà nó nằm trong phân vùng Slovenia của Công quốc lịch sử Styria.